# Annie Anzieu
Pour les articles homonymes, voir Anzieu.
Annie Anzieu (1924-2019), est une psychanalyste et essayiste française. Elle est spécialiste de psychanalyse des enfants.

## Biographie
Annie Anzieu a une maîtrise de philosophie, un diplôme d'orthophoniste (1958) et une formation de psychommotricienne. Elle est psychologue et psychothérapeute. En 1958, elle obtient le premier poste hospitalier d’orthophoniste créé à l'hôpital de la Salpêtrière par Daniel Widlöcher.
Annie Anzieu est membre de l'Association psychanalytique de France et membre à  titre personnel de l'Association psychanalytique internationale. Elle est cofondatrice, avec Florence Guignard, de l'Association pour la psychanalyse de l'enfant en 1984, puis de la Société européenne pour la psychanalyse de l'enfant et de l'adolescent (SEPEA) en 1994, dont elle devient la vice-présidente. Elle a dirigé le département de psychothérapie au service de psychiatrie de l'enfant de l'hôpital de la Salpêtrière.
Elle est l'épouse du psychanalyste Didier Anzieu. Elle meurt le 9 novembre 2019.

## Publications
- (coll.) Psychanalyse et langage. Du corps à la parole, 1977  (ISBN 978-2040045616)
- La Femme sans qualité. Esquisse psychanalytique de la féminité, Dunod, 1989  (ISBN 978-2100489138)
- « L’inquiétante féminité. À propos de l’adolescence », Adolescence, 21, 1993/1,  « Clinique de la honte ».
- « Détachement, renoncement, séparation », in Journal de la psychanalyse de l’enfant, no 16, Ruptures et changements, 1997.
- Le Jeu en psychothérapie de l'enfant, avec Christine Anzieu-Premmereur & Simone Daymas, 2000  (ISBN 978-2100508402)
- (coll.) Les enveloppes psychiques, Dunod, coll. « Inconscient et culture »  (ISBN 978-2100591886)
- « Propos sur la féminité », Revue française de psychanalyse, 2005, vol.69, no 4, p. 1103-1116, [lire en ligne]
- Le Travail du psychothérapeute d'enfant, Dunod, coll. « Psychothérapies », 2014  (ISBN 978-2100715725)
- Le Travail du dessin en psychothérapie de l'enfant, avec Loïse Barbey, Jocelyne Bernard-Nez & Simone Daymas, Dunod, coll. « Psychothérapies », 2012  (ISBN 978-2100573318)
- (dir.) Traumatisme et contre-transfert, avec Christian Gérard, In Press, 2017,  (ISBN 2-84835-051-2)
- (dir.) Des images pour la pensée, avec Sesto Marcello Passone, In Press, 2017,  (ISBN 978-2-84835-180-3)